# Nuraghe

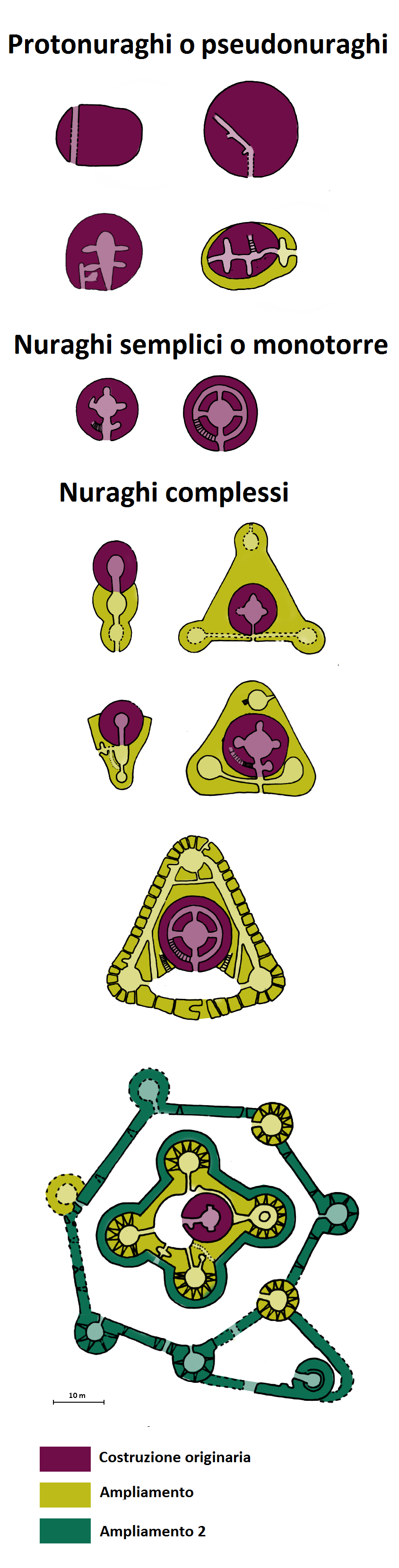
Nuraghenentwicklung und Typen

Verbreitung der Nuraghen – pro km²

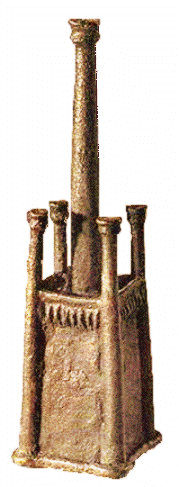
Nuraghenmodell aus Bronze

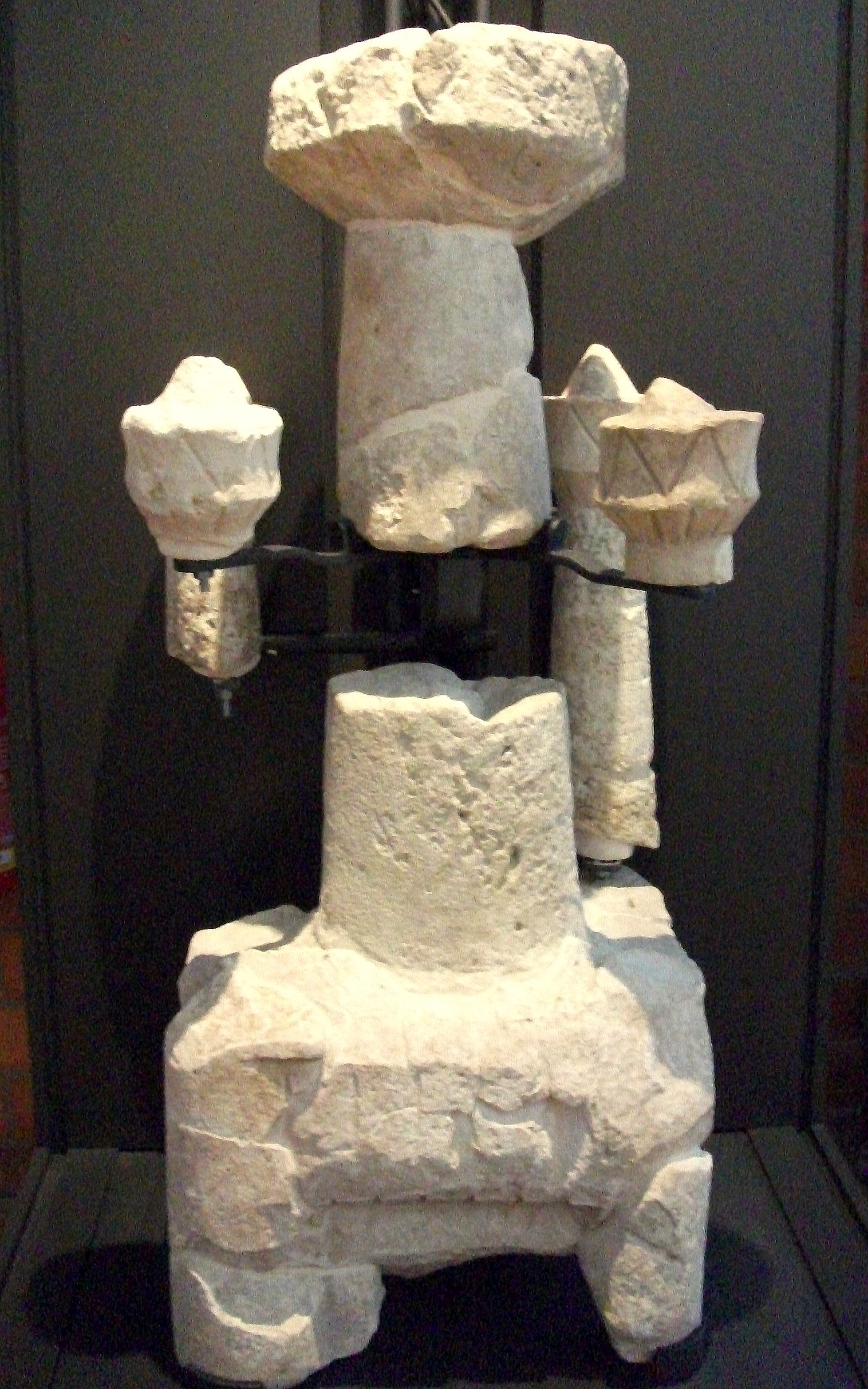
Nuraghenmodell von Monte Prama

Nuraghen bzw. Nuragen (im Deutschen Femininum, im Italienischen Maskulinum) sind prähistorische Turmbauten der Bonnanaro-Kultur (2200–1600 v. Chr.) und der mit ihr untrennbar verbundenen, nachfolgenden Nuraghenkultur (etwa 1600–400 v. Chr.) auf Sardinien. Es gibt sie in großer baulicher Vielfalt. Ihr Zweck ist umstritten. Diskutiert wurde sowohl eine Nutzung als Kultstätte, Grabanlage oder in neueren Untersuchungen favorisiert als Wohn- und Befestigungskomplex.

## Etymologie
Bereits die ab Mitte des 3. Jahrhunderts v. Chr. auf der Insel herrschenden Römer gebrauchten den Terminus „Nuraghe“. Die Herkunft des Wortes, das auf Sardinien in verschiedenen Abwandlungen vorkommt, ist ungeklärt. Einer Hypothese nach steckt der Stamm NUR in Bezeichnungen, die auch in anderen Regionen des westlichen Mittelmeers als „NUL“, „NOR“ u. ä. anzutreffen sind und 1. „Haufen“ oder 2. „Höhle“ bzw. „Hohler Baum“ oder 3. Feuer bedeuten. Einer anderen These zufolge ist das Wort punischen Ursprungs.

## Verbreitung
Auf Sardinien wurde auf die Fläche bezogen eine Verbreitung von 2,7 Nuraghen auf 10 km² ermittelt. In einigen Gebieten im Nordwesten ist die Konzentration besonders groß. So finden sich im Valle dei Nuraghi sechs Anlagen auf 10 km². Nach neuerer Schätzung wurden auf Sardinien etwa 10.000 Exemplare errichtet. 1962 registrierte Giovanni Lilliu noch Überreste von etwa 7.000 Nuraghen. Am häufigsten liegen sie im Westen und im Zentrum Sardiniens (s. Verbreitungskarte – dunkelgrüner Bereich).

## Bauformen

### Vorformen
Die klassischen oder Tholosnuraghen entstanden aus einer Vielzahl baulich unterschiedlicher Proto- oder Korridornuraghen. Der Unterschied besteht hauptsächlich bei der Gestaltung der Deckenkonstruktion, die durch den Einsatz des Kraggewölbes größere Raumgestaltungen ermöglichte. Den Übergang zu den Nuraghen mit Gewölbedecken scheinen die Nuraghen Albucciu bei Arzachena, S´Ulivera (bei Silanus) und Su Mulinu bei Villanovafranca darzustellen, in denen sich bei der Deckengestaltung beide Formen finden. Auch bei einer Protonuraghe wurden erste Ansätze von Gewölbetechnik beobachtet.

Nuraghen
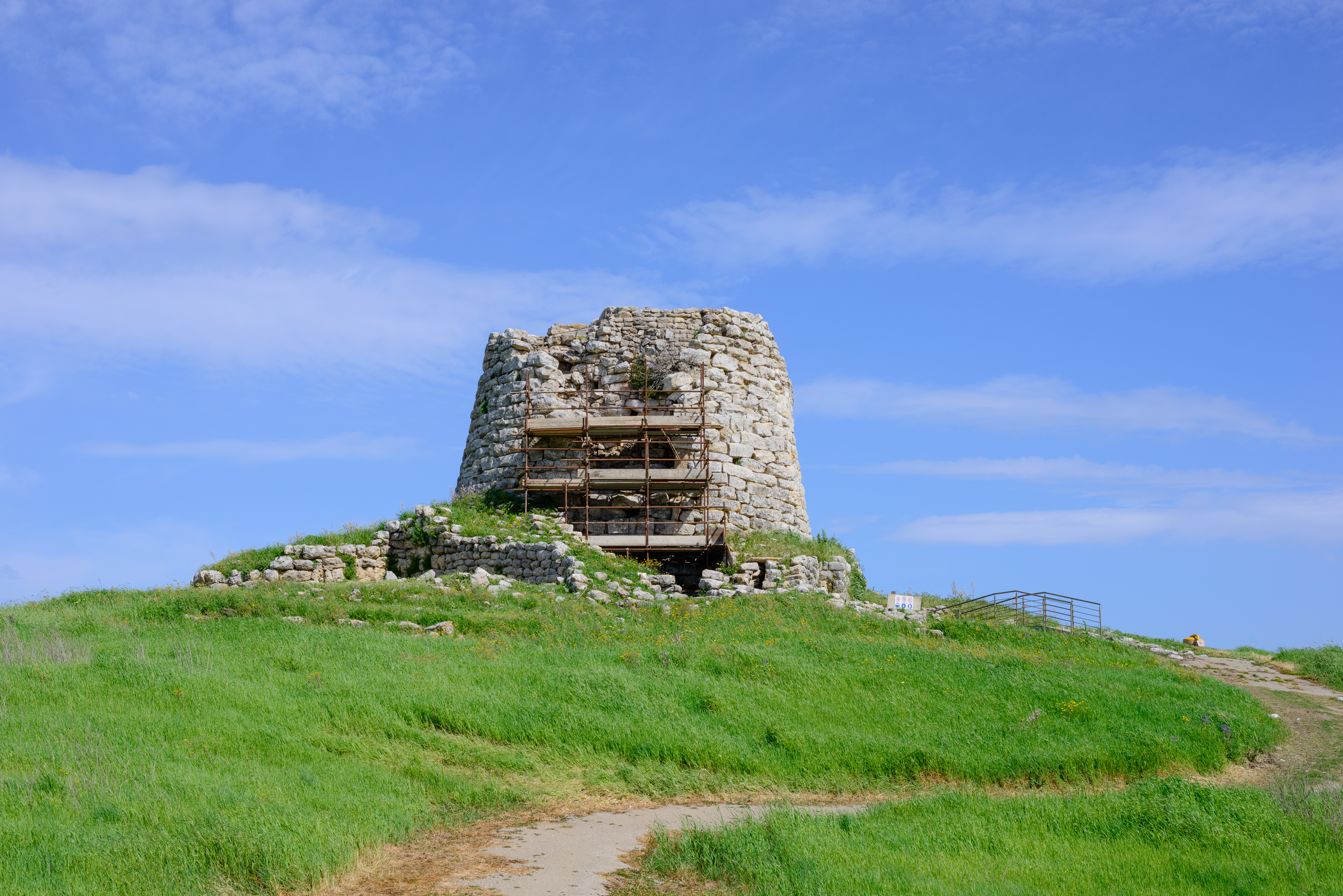
Nuraghe Is Paras
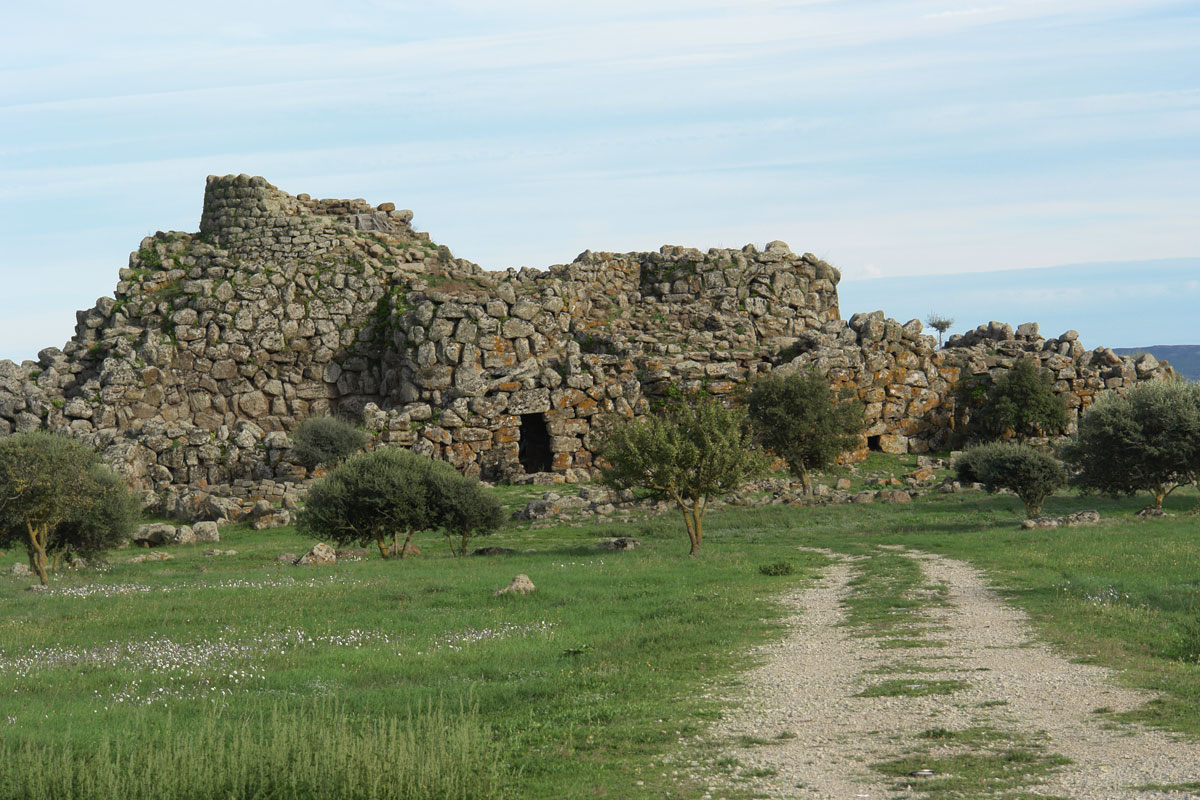
Nuraghe Arrubiu
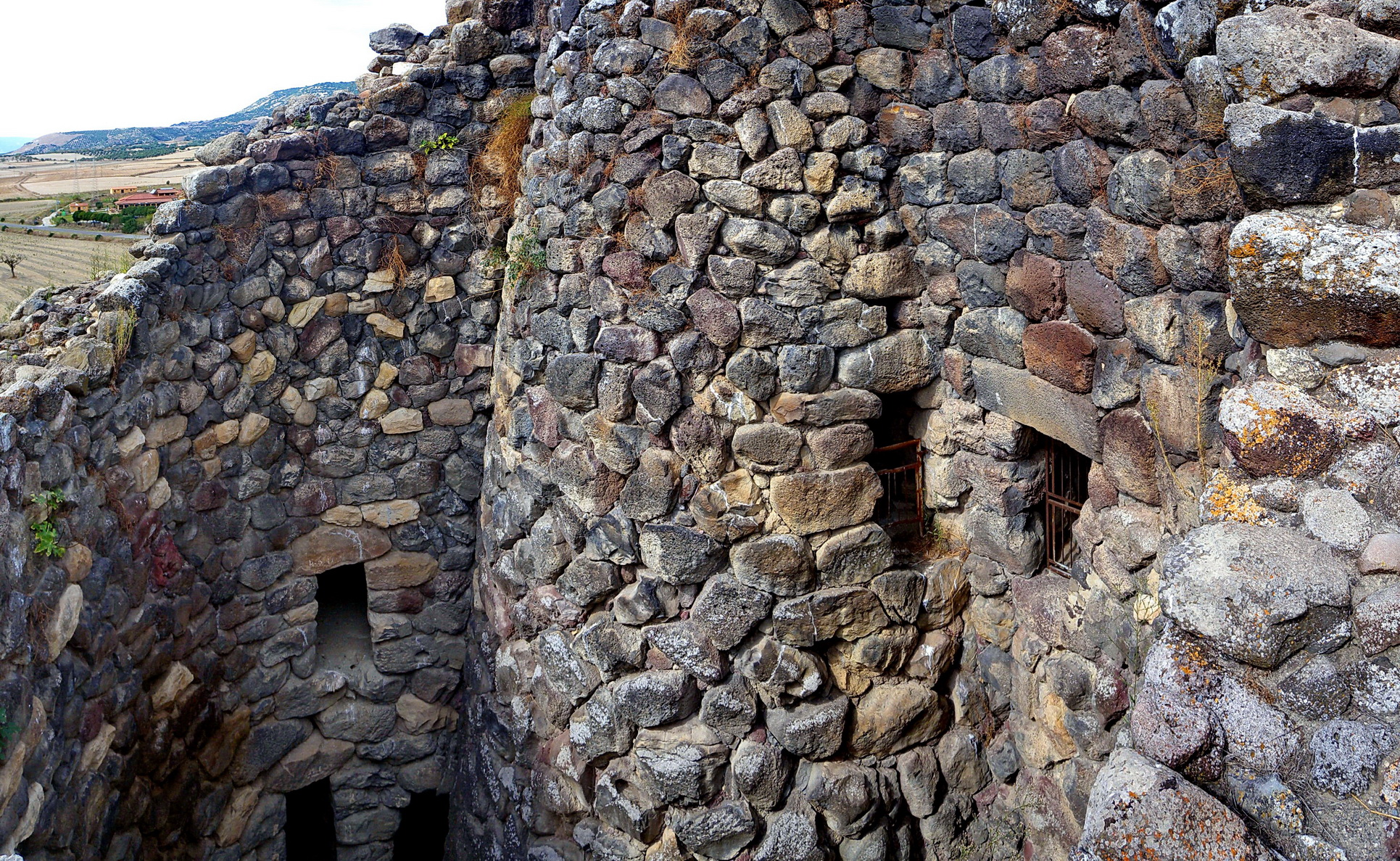
Blick in das Innere der Nuraghe Su Nuraxi
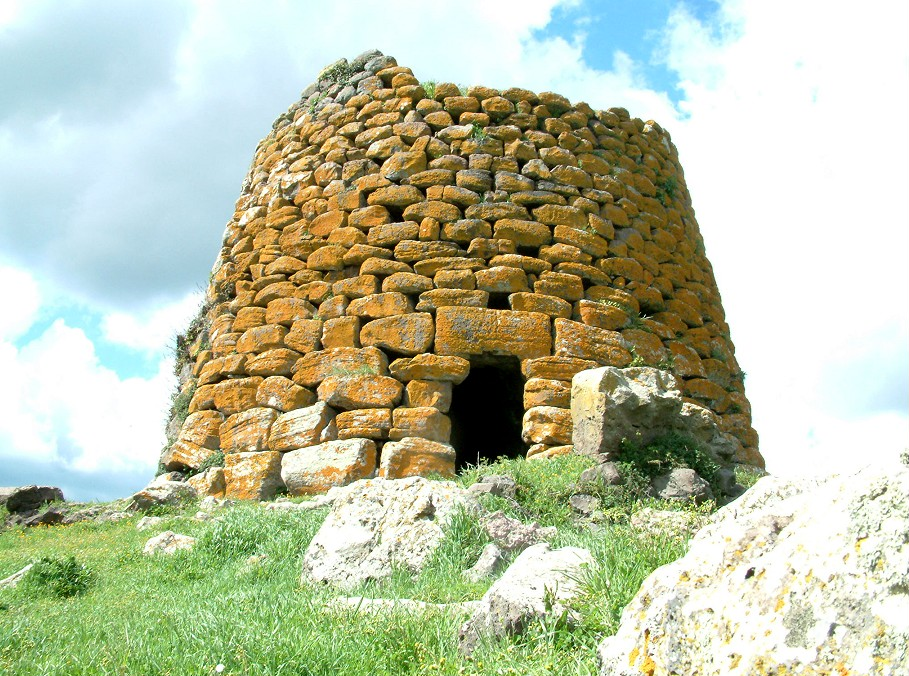
Nuraghe Succuronis bei Macomer

## Tholosnuraghen
Die Tholosnuraghen werden unterteilt in einfache Nuraghen (Monotorre) und komplexe Nuraghen oder Polylobate. Die komplexen Nuraghen bestehen aus einem zentralen Turm, der von normalerweise niedrigeren Ecktürmen umgeben ist. Sie sind durch massive Mauern verbunden, die im Allgemeinen einen Innenhof mit einem Brunnen enthalten. Sehr verbreitet unter den komplexen Nuraghen sind die Trilobati und Quadrilobati. Die ersteren bestehen aus drei Ecktürmen, und Beispiele dieser Art sind Nuraghe Santu Antine, Nuraghe Losa und Nuraghe Is Paras.
Juan Belmonte und Mauro Zedda haben 272 einfache und 180 komplexe Nuraghen untersucht. Sie stellten fest, dass die Ausrichtung des Zugangs immer nach Südosten orientiert war. Auch einige der Fenster in den Nuraghen sind auf astronomische Punkte ausgerichtet. Solche Phänomene wurden (hier wohl fälscherweise) in der Nuraghe Aiga bei Abbasanta und in der Nuraghe Sa Jua von Aidomaggiore beobachtet. Hier trat zur Sommersonnenwende die Sonne in den Bau ein. Solare Ausrichtungen sind starke Argumente für eine religiöse Funktion, da solche Ausrichtungen und Fensteröffnungen keine defensiven Qualitäten besitzen. Die meisten Archäologen gehen eher weniger von einem religiösen Zweck dieser Strukturen aus. Tatsache ist jedoch, dass Nuraghen oft neben Tempeln, insbesondere Brunnenheiligtümern stehen, so dass eine direkte oder indirekte Verbindung wahrscheinlich ist.

### Nischen bzw. Zellen

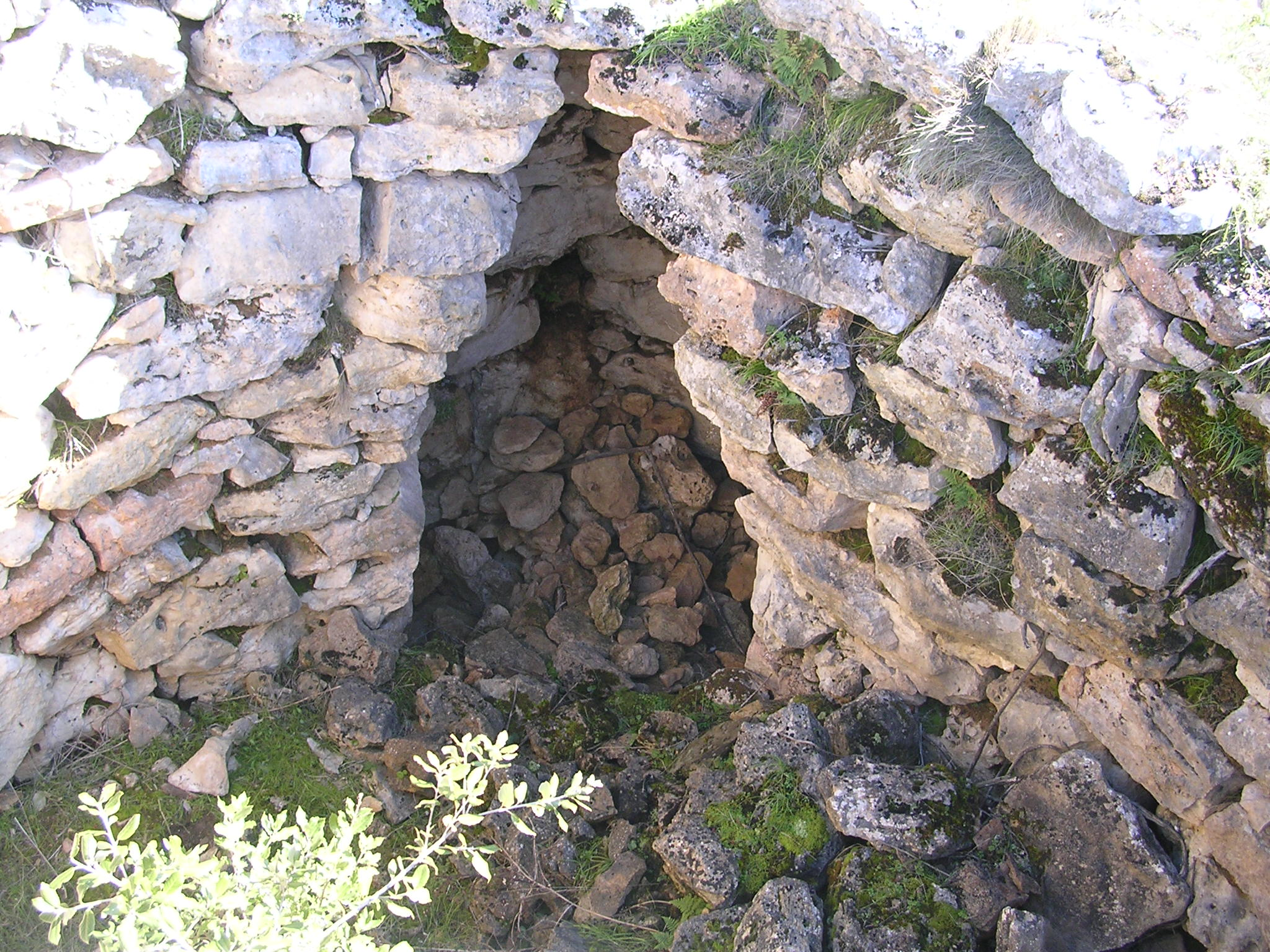
Typische Nische in der Kammer der Nuraghe – hier vier Meter hoch und 1,7 m breit

Wie komplex der Bereich einer Tholosnuraghe (mit der Zeit) auch wurde, im Zentrum stand die dominierende Tholos, ein im Regelfall einzeln stehender Turm, der Mastio genannt wird. Er hat innerhalb der meterdicken Wände fast immer eine runde Kammer, die zumeist Nischen besitzt und zwar entweder:
- keine (z. B. Arrubiu, Sa Domu ’e s’Orku, Oes),
- eine (z. B. Nuraddeo und Binzas),
- zwei (z. B. Armungia, Lugherras, Palmavera, Ponte, Su Nuraxi, Nuraghe Mannu),
- drei (z. B. Losa, Nuraghe Madrone, Santa Sarbana bei Silanus),
- vier (z. B. Sa Cuguttada bei Mores)
- oder anstatt Nischen einen ringförmigen Umgang, der über zwei (Nuraghe Leortinas) oder drei (Nuraghe Santu Antine) Durchgänge von der Kammer aus zu erreichen ist.

Mehrheitlich sind drei Nischen vorhanden, wobei die linke rudimentär sein kann. In Su Mulinu wurde auch ein fein gearbeiteter Altar gefunden.

### Treppen ins obere Geschoss

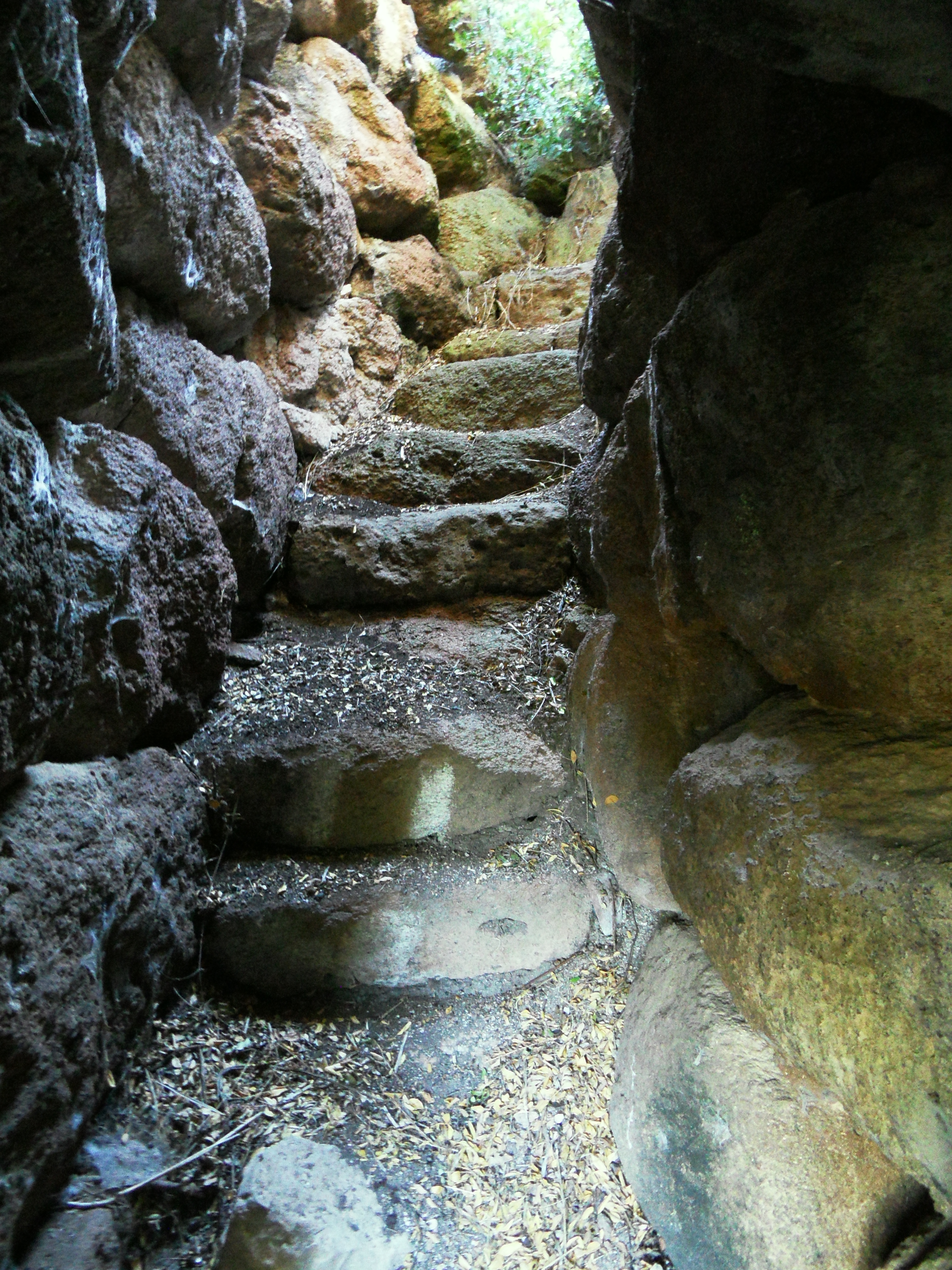
Treppe in der Nuraghe Rumanedda

Zu den in der Regel abgetragenen oberen Geschossen gelangt man über einen spiralförmig umlaufenden Treppenaufgang, der im Zugangskorridor zur zentralen Kammer zumeist links abzweigt (Santu Antine, Nuraghe Oes). Bei den Nuraghen Domu s’Orku und Su Nuraxi beginnt der Treppenumgang oben in der Kuppellaibung. Der Anfang ist nur über Leitern erreichbar.
Es gibt Nuraghen ohne Treppenaufgang und solche, deren Treppe von einer nischenlosen oder einnischigen Kammer ausgeht (Baiolu, S’Iscala ’e Pedra). Bei der Nuraghe Sa Pedra Longa beginnt die Treppe in einer eigenen Nische in der einnischigen Kammer. Bei Sa Figu Rànchida beginnt die Treppe in der rechten der drei zentralen Nischen. Diese Ausführungen scheinen Frühformen zu sein.

### Nebentholoi
Die zentrale Tholos (Mastio oder Monotorre) wurde an einigen Standorten sukzessiv eng mit kleineren, in der Regel völlig nischenlosen (also einer anderen Funktion bestimmten) Nebentholoi umbaut. Es gibt Nuraghen mit nur einer Nebentholos (italienisch Nuraghe a tancato – Sa Domu ’e s’Orku, Santa Barbara in Villanova Truschedu) und solche mit zwei (Nuraghe Oes), drei (italienisch Trilobati) (Nuraghe Losa Nuraghe Santu Antine), vier (Nuraghe Lugherras, Santa Sarbana bei Silanus, Nuraghe Su Nuraxi), bis zu fünf (Nuraghe Arrubiu) großen Kuppelbauten, die zumeist durch einen integrierten Hof von der zentralen Tholos abgesetzt sind. Bei der Nuraghe Arrubio findet sich die Besonderheit, dass auch zwei der fünf Nebentholoi mit zwei bzw. drei Nischen ausgestattet sind.
Zur Unterscheidung von der einfachen Form des Monotorre werden sie Nuraghenkomplexe genannt. Die Erweiterung derart vergrößerter Anlagen besteht aus einer weitläufigen Ummauerung der bereits aus mehreren Tholoi bestehenden Nuraghe. In diese Außenmauer können weitere vier bis sieben Tholoi integriert sein, so dass die Nuraghe Su Nuraxi aus insgesamt 12 Tholoi bestand.

### Kuppeln
Beim Nuraghenbau wurden, wie bei Trockenmauern, große Steinblöcke ohne Mörtel zu einem Turm aufgerichtet, der sich nach oben verjüngt und innen (ggf. etagenweise) als falsches Gewölbe abschloss. Der Zugangskorridor lag in der Regel im Südosten.
- In der Nuraghe Domu s’Orku wird der runde, nischenlose, etwas exzentrisch liegende Innenraum von einer sehr schlanken Kragkuppel überwölbt. Der Eingangskorridor hat keine Wächterzelle und keinen Treppenaufgang.
- In der Nuraghe Su Nuraxi hat der etwas exzentrisch liegende Innenraum zwei Seitennischen (Zellen). Der Eingangskorridor hat eine so genannte Wächterzelle auf der rechten Seite (nur vereinzelt finden sich Wächterzellen auf der linken Seite).
- In der Nuraghe Santu Antine wird die Wächterzelle zu einem 270°-Umgang um den Mittelraum, der mit den Zellen verschmilzt.

Weittragende Kraggewölbe (Kuppeln mit hohem Durchmesser) zu bauen erfordert Erfahrung. In der Nuraghe Domu s’Orku verhalten sich Durchmesser und Höhe der schlanken Tholos etwa 1:2. Die Tholos in der Nuraghe Is Paras hat eine Innenhöhe von 11,8 m, bei einem unteren Durchmesser von 6,3 m (1:1,87). Sie zählt zu den höchsten und ist unter den ansonsten eher unvollständigen in einmaliger Weise erhalten.
In den mehrstöckigen Nuraghen wird die Kuppel niedriger, bei Su Nuraxi 1:1,6 und im Erdgeschoss der Nuraghe Santu Antine 1:1,45. Das Problem der geringen Ausnutzung des umbauten Raumes durch die benötigte Höhe der übereinanderliegenden Kraggewölbe wurde im Nuraghen Oes geschickt gelöst: Der Innenraum besteht aus einem einzigen, oben überkuppelten Rundschacht, in den auf drei vorbereiteten Mauerabsätzen hölzerne Geschossböden eingezogen wurden, die die Nuraghe 4-stöckig machten.

### Wächterzelle
Die Wächterzelle ist eine intramurale Zelle, die in den auf Sardinien verbreiteten Nuraghen seitlich im Zugangskorridor (nur) zur Hauptkammer im Mastio gelegen ist; gleiches gilt für die auf Korsika (z. B. Castellu di Cucuruzzu) verbreiteten Torren und schottische Brochs. Die Zugänge der Nuraghen haben meist Längen zwischen 3,5 und 5,5 m, sind tunnelartig, eng und niedrig. Sie führen von außen oder von einem Vorhof in die Kammer. Es gibt auch Nuraghen ohne Wächterzelle (Arrubio, Nuraddeo, Oes, Palmavera und Sa Domu ’e s’Orku (Sarroch)), die überwiegend zu den Frühformen zu rechnen sind.
Wächterzellen erhielten ihren Namen, weil die Archäologen die Zellen im Gang als den Raum für den Türsteher ansehen. Sie haben verschiedene Größen, Formen und Lagen. Die meisten liegen rechts im Gang, es gibt aber auch linksseitige (Santa Sarbana bei Silanus). Gelegentlich erweitern sie sich zu Umgängen und fehlen dann völlig (Nuraghe Santu Antine). Die kleine Wächterzelle im Protonuraghe Front’e Mola ist die älteste. Die Nuraghe Diana hat gegenüberliegend, zwei Wächterzellen. Wächterzellen sind auch in schottischen Brochs anzutreffen.

## Mauerdurchbrüche

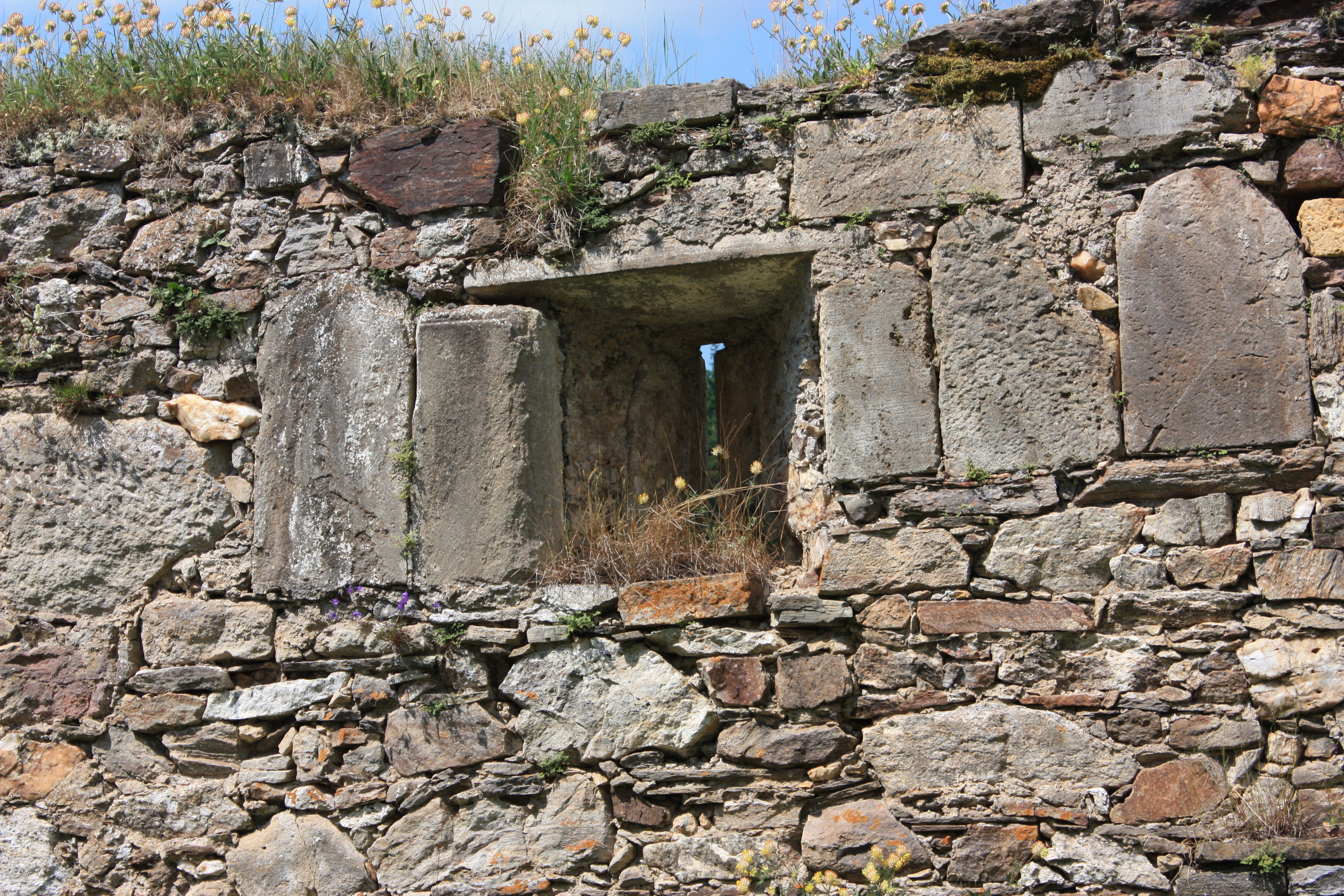
Echte Schießscharte – außen breiter als innen

Die sekundären Türme (nie der zentrale Mastio), in einzelnen Fällen auch die Verbindungskorridore zwischen den sekundären Tholoi hatten mitunter nach innen ausgeschmiegte Spaltöffnungen, wie verkehrte Schießscharten. Bei Nuraghen mit umlaufendem Ringflur (Santu Antine) waren die später überbauten Mauerdurchbrüche zum umlaufenden Ring hin gerichtet. Su Nuraxi, bei dem die Schlitze sowohl nach außen als auch zum Innenhof hin gerichtet sind, zeigt, dass eine solche Schießschartenfunktion, die auch Paolo Melis verneint, nicht vorgesehen war, zumal die Schlitze (umgekehrt zu Schießscharten) außen schmal und innen breiter waren. Dass eine fortifikatorische Funktion auszuschließen ist, wird auch auf der Hochfläche Su Pranu bei Siddi deutlich, wo einige Nuraghen nur 200 m voneinander entfernt stehen.

## Modelle

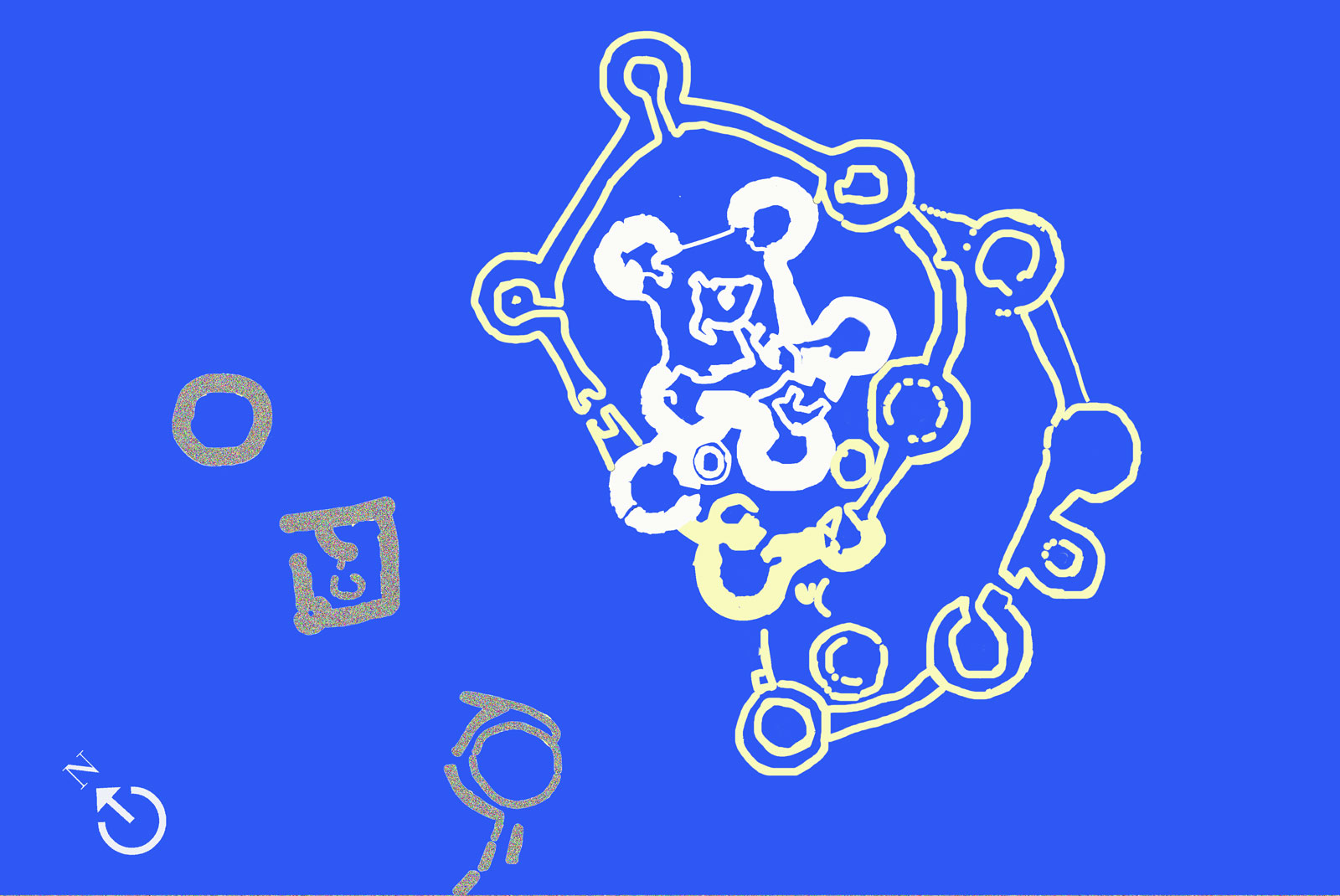
Nuraghenkomplex

Grabungsbefunde und gefundene Modelle bestätigen, dass Nuraghen von aufwändigen, vorkragenden Aufbauten gekrönt waren. Kalksteinmodelle existieren von Barumini (Höhe 36 cm) und Monte Prama, ein Sandsteinmodell von San Sperate (Höhe 33 cm) und ein Bronzemodell von Olmedo (Höhe 26 cm).

## Nuraghenkomplexe

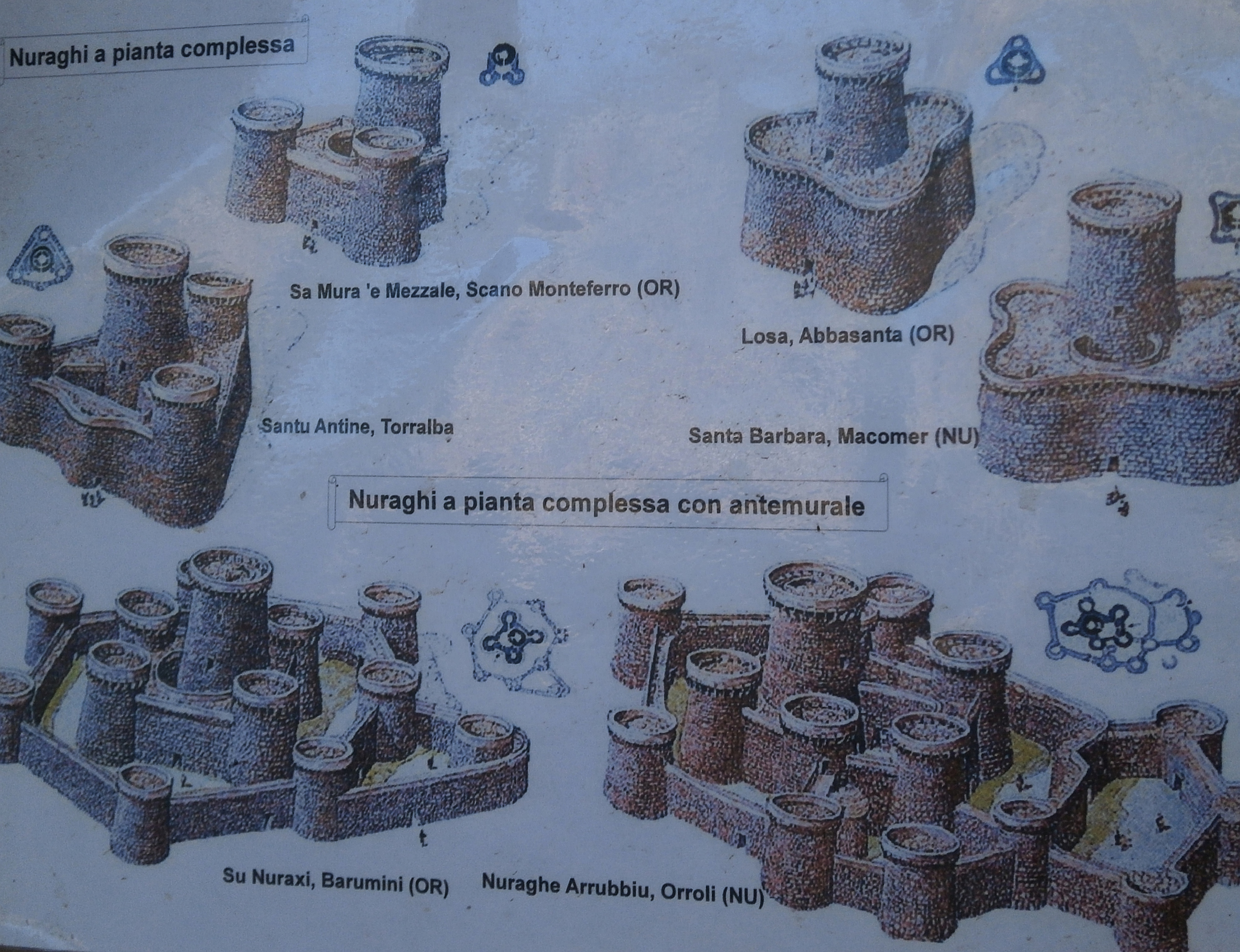
Nuraghenkomplexe

Einige Nuraghen bilden mit einer Unzahl anderer Bauten (zumeist runde Zellen) dorfartige Komplexe. Der größte und besterhaltene Nuraghen-Komplex, der in fünf Bauphasen erweitert wurde und als Großnuraghe bezeichnet wird, ist Su Nuraxi bei Barumini in der Provinz Medio Campidano. Er steht in der Liste des Weltkulturerbes.

## Nuraghensiedlungen

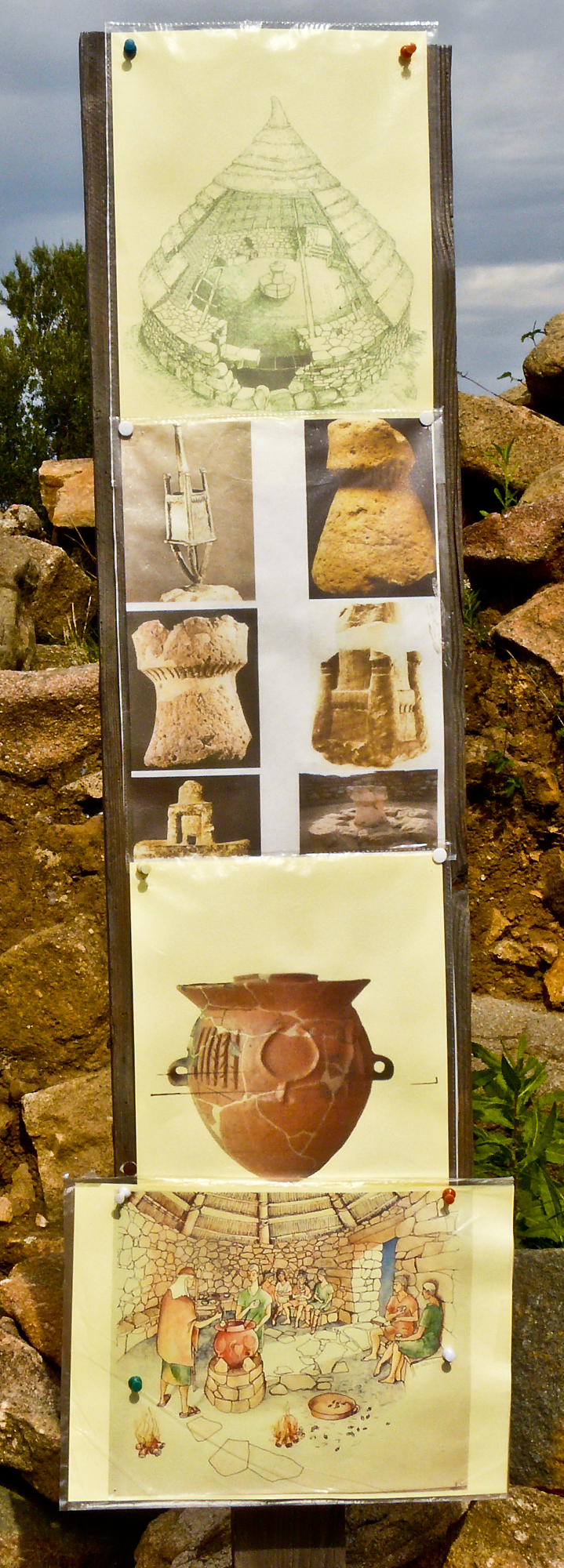
Vorstellungen vom Leben der Kultur (Infotafel der Nuraghe La Prisgiona)

In der Endphase der Kultur (vermutlich ab 1000 v. Chr.) entstanden nuraghische Siedlungen, die teilweise ganz ohne Nuraghe auskommen. Besonders interessant ist die Periode vom 8. bis zum 6. Jahrhundert v. Chr. Der Fortschritt der gesellschaftlichen Organisation und die wirtschaftliche Entwicklung zeigen sich durch das Auftreten landwirtschaftlicher und pastoraler Dörfer. Es sind etwa 100 nuraghische Dörfer bekannt, die sich in allen Zonen des Landes befinden:
- in den Bergen, wie in Abini und S’Urbale (Teti)
- auf Hügeln, wie Su Iriu (Gergei), Medesas di Lasplassas und Su Nuraxi (Barumini)
- auf Hochebenen, wie Su Pranu di Orrioli, Serra Orrios, Serrucci bei Gonnesa
- am Meer: Nuraghe Mannu (Dorgali)

Die Anzahl der Hütten liegt zwischen 40 und 200. Die Dörfer boten bis zu 1000 Personen Platz. Sie stellten die entwickelte Form der paläosardischen Siedlung und ihres öffentlichen, wirtschaftlichen und religiösen Lebens dar. In dieser Epoche erreichte die Architektur ihren Höhepunkt.

## Nuraghen-Mythos
Der griechischen Sage nach – erwähnt sind Nuraghen bei Pseudo-Aristoteles, Diodor und anderen griechischen Autoren – soll Daidalos ihr Erbauer gewesen sein. Danach wären sie ägäischen Ursprungs. Einige moderne Forscher zogen auch Parallelen zu mykenischen Tholosgräbern, doch sowohl aus typologischen als auch aus chronologischen Gründen ist eine Beeinflussung des Nuraghenbaus aus dem ägäischen Raum auszuschließen. Die ältesten erhaltenen Beispiele für Kraggewölbe bieten die tholosartigen Kammern im Cairn von Barnenez in der Bretagne (4500–4000 v. Chr.). Auch auf der Iberischen Halbinsel entstanden Tholoi, während die Talayot-Kultur und die maltesische Tempelkultur, die entweder zeitgleich oder früher agierten, das runde Kraggewölbe nicht kannten.

## Sehenswerte Nuraghen
Unterschieden zwischen Einzelturm, Nuraghenkomplex und Protonuraghe:
- Albucciu (Provinz Sassari) (Protonuraghe)
- Antigori (Provinz Sud Sardegna)
- Ardasai (Provinz Sud Sardegna)
- Arrubiu (Sud Sardegna) (größter Komplex)
- Asoru (Provinz Sud Sardegna)
- Brunku Madagui (Provinz Sud Sardegna – Protonuraghe)
- Friarosu (Provinz Oristano – Protonuraghe)
- Front’e Mola (Provinz Sassari) (Protonuraghe)
- Is Paras (Provinz Nuoro)
- Izzana (Provinz Sassari) (Protonuraghe)
- La Prisgiona (Provinz Sassari) Großnuraghe
- Losa (Provinz Oristano) (Komplex)
- Madrone (Provinz Nuoro)
- Orolo (Provinz Nuoro)
- Palmavera (Provinz Sassari) (Komplex)
- Santu Antine (Provinz Sassari) (Komplex) im Valle dei Nuraghi
- Seneghe (Provinz Oristano – Protonuraghe)
- Su Mulinu (Provinz Sud Sardegna)
- Su Nuraxi (Provinz Sud Sardegna) (Komplex)

## Andere Turmbauten
Im benachbarten Korsika bestand im Süden etwa zeitgleich die Torre-Kultur, die ähnliche Bauwerke errichtete, deren (moderner) Name vom Wort für Turm (Torre) abgeleitet wurde. Auch Turmbauten wie die Talayots auf den Balearen, sowie die schottischen Brochs muten ähnlich an. Jedoch weisen sie in der Konstruktion auch deutliche Unterschiede auf und entstanden mindestens 500 Jahre später als die frühen Nuraghen. Man geht allgemein davon aus, dass Nuraghen ohne Anstöße von außen (abgesehen vom Kraggewölbe) eine rein sardische Erfindung sind. Turmbauten unerforschter Funktion entstanden z. B. auch in Oman und in Groß-Simbabwe (Afrika).

## Medien
- Sardinien - Das Rätsel der Nuraghen-Türme, ARTE DOK von 2024